# Luray (Virgínia)
Luray és una població dels Estats Units a l'estat de Virgínia. Segons el cens del 2000 tenia 4.871 habitants.

## Demografia
Segons el cens del 2000, Luray tenia 4.871 habitants, 2.037 habitatges, i 1.332 famílies. La densitat de població era de 396,8 habitants per km².
Dels 2.037 habitatges en un 27,9% hi vivien nens de menys de 18 anys, en un 47,8% hi vivien parelles casades, en un 13,5% dones solteres, i en un 34,6% no eren unitats familiars. En el 30,7% dels habitatges hi vivien persones soles el 15,7% de les quals corresponia a persones de 65 anys o més que vivien soles. El nombre mitjà de persones vivint en cada habitatge era de 2,31 i el nombre mitjà de persones que vivien en cada família era de 2,85.
Per edats la població es repartia de la següent manera: un 22,1% tenia menys de 18 anys, un 6,7% entre 18 i 24, un 27% entre 25 i 44, un 23% de 45 a 60 i un 21,3% 65 anys o més.
L'edat mediana era de 41 anys. Per cada 100 dones de 18 o més anys hi havia 82,3 homes.
La renda mediana per habitatge era de 34.306 $ i la renda mediana per família de 39.972 $. Els homes tenien una renda mediana de 30.039 $ mentre que les dones 19.841 $. La renda per capita de la població era de 16.205 $. Entorn de l'11,3% de les famílies i el 13,1% de la població estaven per davall del llindar de pobresa.

## Poblacions més properes
El següent diagrama mostra les poblacions més properes.